# ISO/IEC 8859-5
L'ISO/IEC 8859-5:1999, Information technology — 8-bit single-byte coded graphic character sets — Part 5: Latin/Cyrillic alphabet, è una parte dello standard ISO/IEC 8859, uno standard comune ISO ed IEC per la codifica di caratteri ad 8 bit per il trattamento informatico di testi, la cui prima edizione fu pubblicata nel 1988. Solitamente ed informalmente ci si riferisce a questa parte come alla parte  Latino/Cirillico. Questo sistema di codifica fu progettato per essere adoperato con le lingue che utilizzano l'alfabeto cirillico come il russo, il bulgaro, il serbo cirillico ed altre ma non trovò mai largo utilizzo. Avrebbe potuto anche essere utilizzabile per l'ucraino nel periodo in cui l'Ucraina fece parte dell'Unione Sovietica, dal 1933-1990, ma gli mancava la lettera Ґ, utilizzata nell'alfabeto ucraino prima, dopo e durante quel periodo.
Come detto, l'ISO-8859-5 non ha mai trovato grande utilizzo e gli sono stati preferiti altri sistemi, fra tutti il KOI8-R e il CP-1251 che a loro volta, nella stragrande maggioranza degli utilizzi moderni, hanno lasciato il passo all'Unicode.
Nel sistema operativo Microsoft Windows, il numero di code page assegnato al sistema ISO-8859-5 è 28595.

## Tabella
La seguente tabella mostra il sistema di codifica ISO-8859-5. Ogni carattere è rappresentato al centro della cella con il suo equivalente Unicode in alto e il suo codice decimale in basso.
|  | Caratteri di controllo   |  | Punteggiatura          |
|  | Cifre numeriche          |  | Caratteri alfabetici   |
|  | Caratteri internazionali |  | Caratteri non definiti |
|  | Caratteri grafici        |  | Punteggiatura estesa   |

|    | -0            | -1         | -2         | -3         | -4         | -5         | -6         | -7         | -8         | -9         | -A         | -B         | -C          | -D           | -E         | -F         |
| -- | ------------- | ---------- | ---------- | ---------- | ---------- | ---------- | ---------- | ---------- | ---------- | ---------- | ---------- | ---------- | ----------- | ------------ | ---------- | ---------- |
| 0- | 0             | 1          | 2          | 3          | 4          | 5          | 6          | 7          | 8          | 9          | 10         | 11         | 12          | 13           | 14         | 15         |
| 1- | 16            | 17         | 18         | 19         | 20         | 21         | 22         | 23         | 24         | 25         | 26         | 27         | 28          | 29           | 30         | 31         |
| 2- | 0020 SP 32    | 0021 ! 33  | 0022 " 34  | 0023 # 35  | 0024 $ 36  | 0025 % 37  | 0026 & 38  | 0027 ' 39  | 0028 ( 40  | 0029 ) 41  | 002A * 42  | 002B + 43  | 002C , 44   | 002D - 45    | 002E . 46  | 002F / 47  |
| 3- | 0030 0 48     | 0031 1 49  | 0032 2 50  | 0033 3 51  | 0034 4 52  | 0035 5 53  | 0036 6 54  | 0037 7 55  | 0038 8 56  | 0039 9 57  | 003A : 58  | 003B ; 59  | 003C < 60   | 003D = 61    | 003E > 62  | 003F ? 63  |
| 4- | 0040 @ 64     | 0041 A 65  | 0042 B 66  | 0043 C 67  | 0044 D 68  | 0045 E 69  | 0046 F 70  | 0047 G 71  | 0048 H 72  | 0049 I 73  | 004A J 74  | 004B K 75  | 004C L 76   | 004D M 77    | 004E N 78  | 004F O 79  |
| 5- | 0050 P 80     | 0051 Q 81  | 0052 R 82  | 0053 S 83  | 0054 T 84  | 0055 U 85  | 0056 V 86  | 0057 W 87  | 0058 X 88  | 0059 Y 89  | 005A Z 90  | 005B [ 91  | 005C \ 92   | 005D ] 93    | 005E ^ 94  | 005F _ 95  |
| 6- | 0060 ` 96     | 0061 a 97  | 0062 b 98  | 0063 c 99  | 0064 d 100 | 0065 e 101 | 0066 f 102 | 0067 g 103 | 0068 h 104 | 0069 i 105 | 006A j 106 | 006B k 107 | 006C l 108  | 006D m 109   | 006E n 110 | 006F o 111 |
| 7- | 0070 p 112    | 0071 q 113 | 0072 r 114 | 0073 s 115 | 0074 t 116 | 0075 u 117 | 0076 v 118 | 0077 w 119 | 0078 x 120 | 0079 y 121 | 007A z 122 | 007B { 123 | 007C \| 124 | 007D } 125   | 007E ~ 126 | 127        |
| 8- | 128           | 129        | 130        | 131        | 132        | 133        | 134        | 135        | 136        | 137        | 138        | 139        | 140         | 141          | 142        | 143        |
| 9- | 144           | 145        | 146        | 147        | 148        | 149        | 150        | 151        | 152        | 153        | 154        | 155        | 156         | 157          | 158        | 159        |
| A- | 00A0 NBSP 160 | 0401 Ё 161 | 0402 Ђ 162 | 0403 Ѓ 163 | 0404 Є 164 | 0405 Ѕ 165 | 0406 І 166 | 0407 Ї 167 | 0408 Ј 168 | 0409 Љ 169 | 040A Њ 170 | 040B Ћ 171 | 040C Ќ 172  | 00AD SHY 173 | 040E Ў 174 | 040F Џ 175 |
| B- | 0410 А 176    | 0411 Б 177 | 0412 В 178 | 0413 Г 179 | 0414 Д 180 | 0415 Е 181 | 0416 Ж 182 | 0417 З 183 | 0418 И 184 | 0419 Й 185 | 041A К 186 | 041B Л 187 | 041C М 188  | 041D Н 189   | 041E О 190 | 041F П 191 |
| C- | 0420 Р 192    | 0421 С 193 | 0422 Т 194 | 0423 У 195 | 0424 Ф 196 | 0425 Х 197 | 0426 Ц 198 | 0427 Ч 199 | 0428 Ш 200 | 0429 Щ 201 | 042A Ъ 202 | 042B Ы 203 | 042C Ь 204  | 042D Э 205   | 042E Ю 206 | 042F Я 207 |
| D- | 0430 а 208    | 0431 б 209 | 0432 в 210 | 0433 г 211 | 0434 д 212 | 0435 е 213 | 0436 ж 214 | 0437 з 215 | 0438 и 216 | 0439 й 217 | 043A к 218 | 043B л 219 | 043C м 220  | 043D н 221   | 043E о 222 | 043F п 223 |
| E- | 0440 р 224    | 0441 с 225 | 0442 т 226 | 0443 у 227 | 0444 ф 228 | 0445 х 229 | 0446 ц 230 | 0447 ч 231 | 0448 ш 232 | 0449 щ 233 | 044A ъ 234 | 044B ы 235 | 044C ь 236  | 044D э 237   | 044E ю 238 | 044F я 239 |
| F- | 2116 № 240    | 0451 ё 241 | 0452 ђ 242 | 0453 ѓ 243 | 0454 є 244 | 0455 ѕ 245 | 0456 і 246 | 0457 ї 247 | 0458 ј 248 | 0459 љ 249 | 045A њ 250 | 045B ћ 251 | 045C ќ 252  | 00A7 § 253   | 045E ў 254 | 045F џ 255 |
|    | -0            | -1         | -2         | -3         | -4         | -5         | -6         | -7         | -8         | -9         | -A         | -B         | -C          | -D           | -E         | -F         |